# Middlesbrough FC (rezerva a akademie)
Middlesbrough Under-21 Development Squad je rezervní tým anglického klubu Middlesbrough FC. Rezerva hraje ligovou sezónu v Premier League do 21 let, což je nejvyšší liga v Anglii pro tuto věkovou kategorii. Trenérem je Graeme Lee.
Akademie Middlesbrough FC je výběr hráčů Middlesbroughu FC do 18 a méně let. Akademie působí v Premier League do 18 let a v FA Youth Cupu. Trenérem je Paul Jenkins.

## Sestava U21
Aktuální k datu: 17. březen 2016
| Číslo |        | Pozice | Hráč            |
| ----- | ------ | ------ | --------------- |
| —     | Anglie | B      | Luke Coddington |
| —     | Anglie | B      | Joseph Fryer    |
| —     | Anglie | O      | Jonathan Burn   |
| —     | Anglie | O      | Matthew Elsdon  |
| —     | Anglie | O      | Mark Kitching   |
| —     | Anglie | O      | Nathan McGinley |
| —     | Anglie | O      | Callum Johnson  |
| —     | Anglie | O      | Andre Bennett   |
| —     | Anglie | Z      | Robbie Tinkler  |

| Číslo |               | Pozice | Hráč            |
| ----- | ------------- | ------ | --------------- |
| —     | Severní Irsko | Z      | Lewis Maloney   |
| —     | Anglie        | Ú      | Callum Cooke    |
| —     | Anglie        | Ú      | Junior Mondal   |
| —     | Severní Irsko | Ú      | Jordan Jones    |
| —     | Austrálie     | Ú      | Arnel Jakupovic |
| —     | Anglie        | Ú      | Scott McCarthy  |
| —     | Severní Irsko | Ú      | Thomas McAloon  |
| —     | Brazílie      | Ú      | João Morelli    |

## Sestava U18
Aktuální k datu: 17. březen 2016
| Číslo |         | Pozice | Hráč                |
| ----- | ------- | ------ | ------------------- |
| —     | Skotsko | B      | Tom Dawson          |
| —     | Anglie  | B      | Aynsley Pears       |
| —     | Anglie  | B      | Bradley James       |
| —     | Anglie  | O      | Priestley Griffiths |
| —     | Anglie  | O      | Jonathan Helm       |
| —     | Anglie  | O      | Liam Hegarty        |
| —     | Anglie  | O      | James Cook          |
| —     | Anglie  | O      | Anthony Renton      |
| —     | Anglie  | O      | Keiran Storey       |
| —     | Anglie  | O      | Nathan Convery      |
| —     | Anglie  | O      | Niall McGoldrick    |
| —     | Anglie  | O      | Hayden Coulson      |
| —     | Anglie  | Z      | Marcus Tavernier    |

| Číslo |        | Pozice | Hráč               |
| ----- | ------ | ------ | ------------------ |
| —     | Anglie | Z      | Ben Liddle         |
| —     | Anglie | Z      | Alexander Pattison |
| —     | Anglie | Z      | Jack Lambert       |
| —     | Anglie | Z      | Josef Wheatley     |
| —     | Anglie | Ú      | Lee Hetherington   |
| —     | Anglie | Ú      | Lewis Scoble       |
| —     | Anglie | Ú      | Patrick Reading    |
| —     | Anglie | Ú      | Jay Wilson         |
| —     | Anglie | Ú      | Matthew Wilson     |
| —     | Anglie | Ú      | Mitchell Curry     |
| —     | Anglie | Ú      | Brandon Holdsworth |
| —     | Anglie | Ú      | Tyrone O'Neill     |
| —     | Anglie | Ú      | Jordan Jowers      |

## Úspěchy
- FA Youth Cup ( 1× )
  - 2004
- Premier League do 18 let ( 1× )
  - 2014/15